# فرشاد جان فزا
فرشاد جان فزا (15 يناير 1993 بباغ ملك في إيران - ) هو لاعب كرة قدم إيراني في مركز الهجوم. لعب مع نادي استقلال خوزستان وFoolad Khuzestan B F.C. ‏.

## وصلات خارجية
- فرشاد جان فزا على موقع قاعدة بيانات كرة القدم.إي يو (الإنجليزية)
- فرشاد جان فزا على موقع Soccerway.com (الإنجليزية)